# Zototlán
Zototlán är en ort i Mexiko.   Den ligger i kommunen Tulancingo de Bravo och delstaten Hidalgo, i den sydöstra delen av landet, 110 km nordost om huvudstaden Mexico City. Zototlán ligger 2 138 meter över havet och antalet invånare är 189.
Terrängen runt Zototlán är platt åt nordväst, men åt sydost är den kuperad. Runt Zototlán är det tätbefolkat, med 476 invånare per kvadratkilometer. Närmaste större samhälle är Tulancingo, 6,4 km söder om Zototlán. Omgivningarna runt Zototlán är en mosaik av jordbruksmark och naturlig växtlighet.